# 多马之门

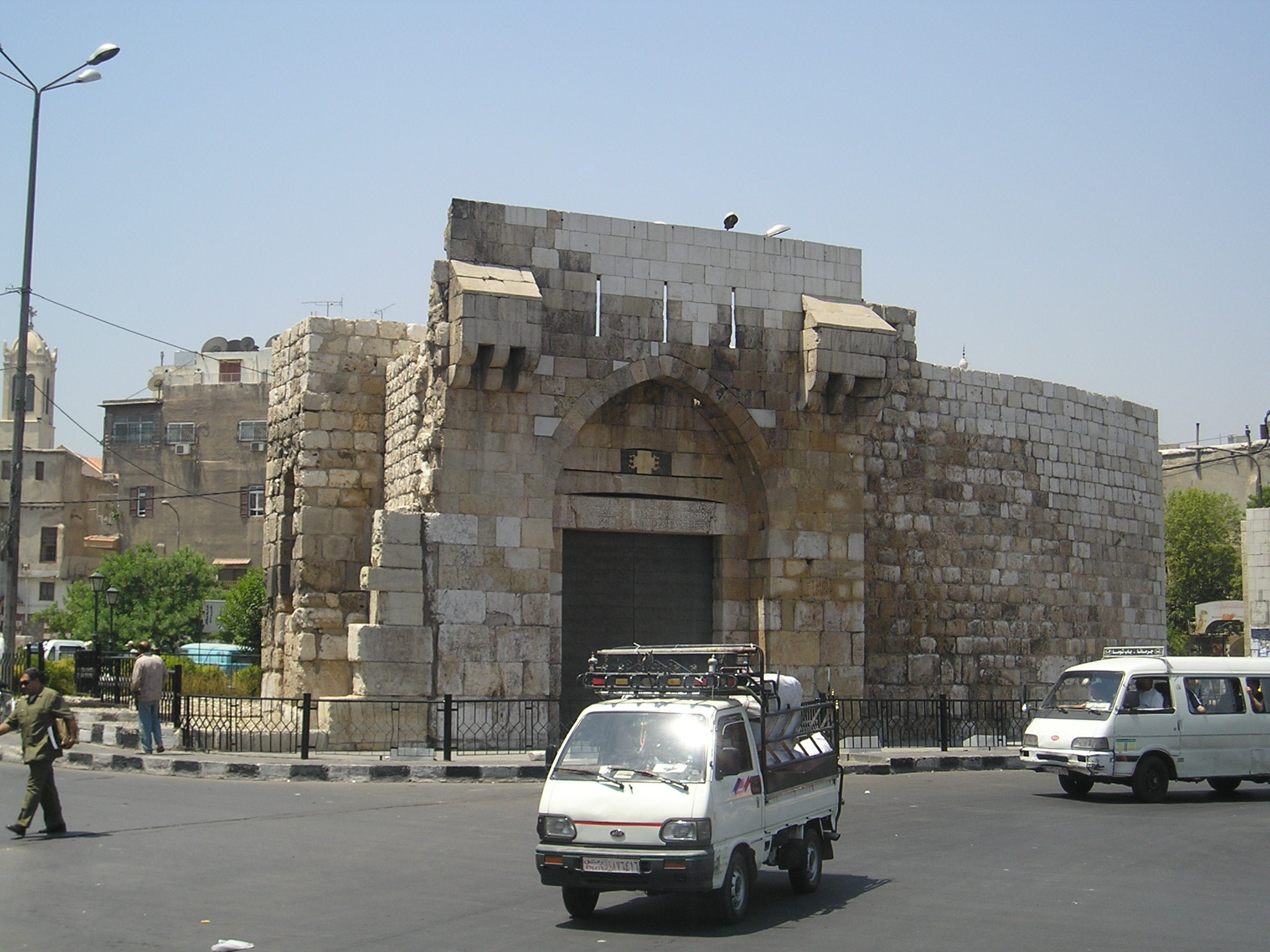
多马之门

多马之门（阿拉伯语: باب توما, Bab Tuma）是叙利亚首都大马士革古城墙上的一座城门，以及早期基督教的地理地标。它的名字来自于耶稣的十二门徒之一多马。 
该地著名居民包括：早期基督教最著名的传教士、使徒保罗（有大马士革路上的经历）、前往印度探险的使徒多马、亚拿尼亚,法国作家阿尔方斯·德·拉马丁、希腊东正教神学家大马士革的圣约瑟、大马士革牧首学校的创始人，布鲁克林的圣拉斐尔，第一任东正教纽约主教（1895年由俄国沙皇派往美国），以及在叙利亚出生的哲学家、阿拉伯复兴社会党和复兴社会主义的创始人米歇尔·阿弗拉克。 
16世纪，随着安提阿和伊斯肯德倫被土耳其军队占领，多马之门成为安条克正教会和希腊天主教会北黎凡特（叙利亚, 黎巴嫩和土耳其南部）的主教驻地。 
33°30′48″N 36°18′54″E / 33.51333°N 36.31500°E